# James Hutchison Stirling
Pour les articles homonymes, voir Stirling et James Stirling.
James Hutchison Stirling, né à Glasgow le 22 juin 1820 – mort à Édimbourg le 19 mars 1909, est un philosophe écossais. Il étudie la médecine qu'il pratique jusqu'à la mort de son père en 1851 après quoi il se consacre à la philosophie.
Son livre The Secret of Hegel (1865) donne une grande impulsion à l'étude de la philosophie hégélienne tant en Grande-Bretagne qu'aux États-Unis, et fait également autorité en Allemagne et en Italie.
Frederick Copleston (A History of Philosophy vol. VII, p. 12) écrit ...« nous pouvons être tentés de sourire à l'image de J.H. Stirling de Hegel comme le grand champion du christianisme ».

## Publications (sélection)
Ouvrages :
- Sir William Hamilton (1865)
- The Secret of Hegel (1865)
- Text-book to Kant (1881)
- Philosophy and Theology (1890) (Gifford Lectures)[2]
- Darwinianism: workmen and work (1894) - Dans ce travail Stirling rassemble des points de vue sur la théorie de l'évolution de Darwin, dont celle de Thomas Brown et d'autres et déclare : « C'est la théorie qu'il m'appartient, avec tous les honneurs, de réfuter et « il n'est en aucune façon nécessaire qu'un évolutionniste soit aussi un darwinien ».
- What is Thought? or the Problem of Philosophy (1900)
- The Categories (1903).

More a également publié des ouvrages relatifs à la littérature :
- Jerrold, Tennyson, and Macaulay (1868)
- Burns in Drama (1878)
- Philosophy in the Poets (1885).